# Chadli Bendjedid
Chadli Bendjedid  (Arabisch: شاذلي بن جديد) (Bouteldja (Algerije), 14 april 1929 – Algiers, 6 oktober 2012) was de derde president van Algerije; hij regeerde bijna 13 jaar, van 1979 tot 1992.

## Carrière
Bendjedid diende als officier in het Franse leger en vocht in de oorlog in Indochina. Hij liep over naar het Nationaal Bevrijdingsfront van Algerije (het FLN) aan het begin van de Algerijnse vrijheidsoorlog in 1954. Als protegé van Houari Boumédienne werd Bendjedid beloond met het militaire commando over de regio Oran 1964. Na de onafhankelijkheid van Algerije steeg hij snel in rang; hij werd kolonel in 1969. 
Bendjedid was minister van defensie van november 1978 tot februari 1979 en werd president nadat Boumédienne in 1978 overleden was. Bendjedid kwam als compromiskandidaat aan de macht na een strijd om het partijleiderschap en het presidentschap op het vierde congres van de FLN dat gehouden werd van 27 - 31 januari 1979. 
Toen hij eenmaal aan de macht was, verkleinde Bendjedid de rol van de staat in de economie en versoepelde hij het staatstoezicht op de burgers. In de late jaren 80, toen de economie achteruit ging als gevolg van de snelle daling van de olieprijs, ontstond er spanning tussen de delen van het regime die Bendjedid's politiek van economische liberalisatie steunden en degenen die een terugkeer naar de staatsgeleide economie voorstonden. In oktober 1988 mondden jeugdbetogingen, die met het roepen van slogans tegen Bendjedid protesteerden tegen het bezuinigingsbeleid van het regime, uit in massale rellen, die nu bekendstaan als de Oktoberrellen. Deze breidden zich uit naar Oran, Annaba en andere steden; de brute onderdrukking van de relschoppers door het leger leidde tot honderden doden.  
Toen in 1991 de militairen tussenbeide kwamen om te voorkomen dat bij de toen gehouden verkiezingen het Islamitisch Front (FIS) aan de macht kwam, dwongen zij Bendjedid af te treden; dit proces mondde uit in de lange en bloedige Algerijnse Burgeroorlog.
Sinds januari 1992 is Bendjedid grotendeels buiten de politiek gebleven. Eind 2008 trad hij weer in het openbaar toen hij een controversiële redevoering hield op een conferentie in zijn woonplaats Al-Tarif. 
Aangekondigd was dat Bendjedids memoires op 1 november 2012 zouden verschijnen; deze datum viel samen met de 58e verjaardag van het uitbreken van de nationale bevrijdingsoorlog.